# Comuna Buivalove, Kroleveț
Buivalove (în ucraineană Буйвалове) este o comună în raionul Kroleveț, regiunea Sumî, Ucraina, formată din satele Buivalove (reședința), Mîkolaienkove, Nerovnîne și Svîdnea.

## Demografie
Componența lingvistică a comunei Buivalove
     Ucraineană (98,49%)
     Rusă (1,51%)
Conform recensământului din 2001, majoritatea populației comunei Buivalove era vorbitoare de ucraineană (98,49%), existând în minoritate și vorbitori de rusă (1,51%).